# Takifugu porphyreus
Takifugu porphyreus és una espècie de peix de la família dels tetraodòntids i de l'ordre dels tetraodontiformes.

## Morfologia
- Els mascles poden assolir 52 cm de longitud total.
- És blanc al ventre.[4][5]

## Hàbitat
És un peix marí i de clima temperat.

## Distribució geogràfica
Es troba a Àsia: des del sud de Hokkaido (el Japó) fins al mar de la Xina Oriental.

## Observacions
La pell, les gònades, el fetge, els intestins i la sang contenen una toxina mortal, però, tot i així, és consumit com a aliment al Japó.